# Madawaska (Maine)
Madawaska ist eine Town im Aroostook County des Bundesstaates Maine im Nordosten der Vereinigten Staaten. Im Jahr 2020 lebten dort 3867 Einwohner in 2364 Haushalten auf einer Fläche von 144,2 Quadratkilometern. 83,4 Prozent der Bewohner sprechen Französisch, obwohl die Verkehrssprache in Maine Englisch ist.

## Geographie
Nach dem United States Census Bureau hat Madawaska eine Gesamtfläche von 145,66 km², von der 143,9 km² Land sind und 1,76 km² aus Gewässern bestehen.

### Geographische Lage
Madawaska liegt im Nordosten von Aroostook County, am Saint John River, in dessen Mitte die Grenze zu Kanada verläuft, und ist durch eine Brücke mit der gegenüberliegenden Stadt Edmundston verbunden. Südlich der Town liegt der Long Lake und zentral auf dem Gebiet von Madawaska liegt der Germain Lake. Die Oberfläche des Gebietes ist leicht hügelig, die höchste Erhebung ist der 353 m hohe Cyr Mountain.

### Nachbargemeinden
Alle Entfernungen sind als Luftlinien zwischen den offiziellen Koordinaten der Orte aus der Volkszählung 2010 angegeben.
- Norden: Edmundston, New Brunswick, 8,6 km
- Nordosten: Rivière-Verte, New Brunswick, 11,4 km
- Osten: Grand Isle, 13,0 km
- Süden: Unorganized Territory von Square Lake, 14,9 km
- Südwesten: Saint Agatha, 7,7 km
- Westen: Frenchville, 16,3 km

### Stadtgliederung
Es gibt mehrere Siedlungsgebiete in Madawaska: Cleveland, Dionne Corner, Fournier, Madawaska, St. David, Upper Madawaska (Standort eines ehemaligen Postamts) und West Madawaska (Standort eines ehemaligen Postamts).

### Klima
|                       | Jan   | Feb   | Mär  | Apr  | Mai  | Jun  | Jul   | Aug   | Sep  | Okt  | Nov  | Dez   |   |       |
| Mittl. Tagesmax. (°C) | −8,2  | −5,9  | −0,2 | 7,3  | 15,8 | 20,7 | 23,3  | 22,2  | 17,2 | 9,7  | 2,2  | −4,7  | ⌀ | 8,4   |
| Mittl. Tagesmin. (°C) | −17,4 | −15,2 | −9,4 | −1,8 | 4,7  | 9,6  | 12,8  | 11,6  | 6,8  | 1,3  | −4,4 | −12,3 | ⌀ | −1,1  |
|                       |       |       |      |      |      |      |       |       |      |      |      |       |   |       |
| Niederschlag (mm)     | 45,7  | 20,3  | 38,1 | 71,1 | 76,2 | 99,1 | 109,2 | 101,6 | 88,9 | 63,5 | 73,7 | 63,5  | Σ | 850,9 |

| −17,4 |

| −15,2 |

| −9,4 |

| −1,8 |

| 4,7 |

| 9,6 |

| 12,8 |

| 11,6 |

| 6,8 |

| 1,3 |

| −4,4 |

| −12,3 |

| −17,4 |

| −15,2 |

| −9,4 |

| −1,8 |

| 4,7 |

| 9,6 |

| 12,8 |

| 11,6 |

| 6,8 |

| 1,3 |

| −4,4 |

| −12,3 |

Die mittlere Durchschnittstemperatur in Madawaska liegt zwischen −12,8 °C im Januar und 18,1 °C im Juli. Damit ist der Ort gegenüber dem langjährigen Mittel im Winter um etwa 4 Grad, im Sommer um etwa 0,5 Grad kühler als das Mittel des Bundesstaates Maine. Die tägliche Sonnenscheindauer liegt am unteren Rand des Wertespektrums der USA.

## Geschichte
Die Town Madawaska wurde am 24. Februar 1869 gegründet. Ihren Namen erhielt sie vom Madawaska River, der in den Saint John River mündet. Besiedelt wurde die Town durch französische Siedler, oder deren Nachkommen, die 1754 über die Bucht von Minas flohen, um einem Transport und der Trennung durch die englischen Behörden in Amerika zu entkommen. Die Bewohner waren überwiegend römisch-katholisch.
Viele der frankophonen Bewohner gehören zu den Brayon, die auch mehrheitlich in der benachbarten kanadischen Stadt Edmundston zu finden sind. Es gab Bestrebungen, die unabhängige Republik Madawaska zu gründen. Zu dieser Zeit war die Grenzlinie zwischen Kanada und den Vereinigten Staaten umstritten und es wäre fast zum Aroostook-Krieg (1838/1839) gekommen. Die Kontrahenten einigten sich 1842 im Webster-Ashburton-Vertrag, und die Grenzstreitigkeiten wurden endgültig beigelegt. Dabei wurde die Grenze mitten durch den Fluss gezogen, so dass das auf beiden Seiten bewohnte Gebiet mit katholisch-französischer Bevölkerung zerschnitten wurde. Doch bis in die 1870er Jahre, als die Eisenbahn das Tal erreichte, blieb der Fluss der einzige Verkehrsweg. Die Bewohner galten als ausgesprochen friedfertig und brauchten weder Polizei noch Gefängnisse, Richter oder überhaupt eine Verwaltung.
Die französischen Siedler besaßen umfangreiches Land und bauten, so hieß es in den Berichten der Beamten des Staates Maine, die besten Kartoffeln an. Sie hielten sie für Flüchtlinge aus den britischen Kolonien, Akadier, die trotzdem zu den USA gehörten. Bald jedoch galten sie als einfach, wenn nicht roh, sie lebten für ihre Subsistenz, nicht für den „Fortschritt“, der im übrigen Land so hoch im Kurs stand. Schließlich warf man ihnen vor, keinen Pioniergeist zu haben, weil sie die Wälder nicht abholzten, ihre Stimmen zu verkaufen – obwohl ihre Farmen um 1860 produktiver waren, als die der britischen Nachbarn, wie ein Zensus erwies. Sie schienen nicht dem protestantischen Arbeitsethos zu gehorchen, was in Spannungssituationen durchaus zu einem Argument für Enteignung oder gar Vertreibung werden konnte. Die Gesetzlosigkeit im Bereich des Madawaska River führte auch zu Gräueltaten wie zu willkürlichen Hinrichtungen missliebiger Frankophoner, die ihr Land nicht freiwillig an die Anglophonen abtreten wollten.
Schließlich kam die Aversion der Frankophonen gegen englische Schulen hinzu, die ab den 1850er Jahren Misstrauen erregte. Dazu trug auch bei, dass sie aufgrund ihrer französischen und vor allem indigenen Vorfahren eine dunklere Haut hatten. Im sich steigernden Rassismus der englischen Bevölkerung galten bald alle verachteten Eigenschaften als Teil des Erbguts. Die Politik neigte dazu, englischsprachige Beamte zu entsenden und entsprechende Schulen einzurichten, denn die Frankophonen sollten in die Gesellschaft integriert werden, was zumindest sprachlich auf Assimilation abzielte, gleichzeitig aber auch den Raub der sich insbesondere über die Sprache definierenden kulturellen Identität der Siedler bedeutete. Mittels Vergünstigungen für evangelikale Kirchen bewirkte man zudem die Abkehr zahlreicher Katholiken von ihrem Glauben, so dass sich das Verhältnis der Religionen im Madawaska-Gebiet nahezu völlig dem US-Durchschnitt anglich. Der kurze Goldrausch der 1880er Jahre brachte neue Siedler und eine neue Durchmischung der Bevölkerung und der Sprachen. Um ein Wiedererstarken der Frankophonen zu verhindern, blieb Französisch bis 1960 als Schulsprache in Maine verboten.
Erst mit der Bürgerrechtsbewegung der 1960er Jahre erinnerte man sich an die Unterdrückung und Entrechtung der frankophonen Siedler. Als erstes Zugeständnis seit langem wurde ab 1966 Französisch wieder als Schulsprache zugelassen. In den 1980er Jahren wurden frankophone Vertreibungs- und Todesopfer durch US-Gerichte rehabilitiert und ihren Erben die Möglichkeit zu Restitutionsanträgen eingeräumt. Dies führte in Madawaska zur Errichtung von Gedenktafeln an vertriebene frankophone Einwohner und zur Schließung eines Zellstoffbetriebs, der von einem anglophonen Siedler in einer enteigneten Ranch gegründet worden war. Das Unternehmen wurde wiederum mit Gewerbeflächen im Nachbarcounty entschädigt, trotzdem gingen über die Hälfte der Arbeitsplätze vor Ort verloren. Dadurch kam es 1988 kurzzeitig zu sozialen Spannungen im Ort, da man die Antragsteller der Restitution und eine Bürgerinitiative, die sich für Gedenktafeln einsetzte, für die wirtschaftliche Misere verantwortlich machte. 1990 griff ein Bundesprogramm zur Wirtschaftsförderung und machte die neuerlichen Spannungen bald vergessen.
Heute gibt es ein Wappen und eine Flagge der Republik Madawaska, die vor dem Rathaus in Edmundston und bei Festlichkeiten gehisst wird. Der amtierende Bürgermeister von Edmundston trägt zusätzlich den ehrenvollen Titel Präsident der Republik Madawaska. Alljährlich Ende Juni findet das überregional bekannte Acadian Festival statt.

### Einwohnerentwicklung
| Jahr      | 1800 | 1810 | 1820 | 1830 | 1840 | 1850 | 1860 | 1870 | 1880 | 1890 |
| --------- | ---- | ---- | ---- | ---- | ---- | ---- | ---- | ---- | ---- | ---- |
| Einwohner |      |      | 1114 | 2487 | 3460 | 1276 | 585  | 1041 | 1391 | 1451 |
| Jahr      | 1900 | 1910 | 1920 | 1930 | 1940 | 1950 | 1960 | 1970 | 1980 | 1990 |
| Einwohner | 1698 | 1831 | 1933 | 3533 | 4477 | 4900 | 5507 | 5585 | 5282 | 4803 |
| Jahr      | 2000 | 2010 | 2020 | 2030 | 2040 | 2050 | 2060 | 2070 | 2080 | 2090 |
| Einwohner | 4534 | 4035 | 3867 |      |      |      |      |      |      |      |

## Kultur und Sehenswürdigkeiten

### Bauwerke
Zwei Gebäude in Fort Fairfield stehen unter Denkmalschutz und wurden ins National Register of Historic Places aufgenommen.
Zudem ist mit der Acadian Landing Site eine für die französisch-amerikanische akadische Population im äußersten Norden Maine historisch bedeutsame Stelle geschützt. Am südlichen Ufer des Saint John River östlich von Madawaska gelegen und von einem großen Marmorkreuz markiert, ist es der Ort, der traditionell als Landepunkt der ersten Acadier verzeichnet wurde, die diese Region des oberen Saint John River besiedelten. Diese Landmarke wurde 1973 unter der Register-Nummer 73000098 aufgenommen.
Im Jahr 1973 wurde die St. David Catholic Church, unter der Register-Nummer 73000101 aufgenommen. Erbaut im Jahr 1911, ist sie eine architektonische Besonderheit der barocken und italienischen Renaissance-Architektur.
Es folgte im Jahr 2009 das Isaie and Scholastique Martin House unter der Register-Nummer 09001147. Es ist ein gut erhaltenes Beispiel eines akadischen Blockhauses, das nach traditionellen regionalen Techniken gebaut wurde.

## Wirtschaft und Infrastruktur
Haupterwerbszweig der Bewohner Madawaskas ist inzwischen die Papierindustrie, die vom kanadischen Konzern Fraser Paper betrieben wird. Der dazu benötigte Zellstoff wird über eine Pipeline vom Werk Edmundston durch den Fluss und über die Grenze nach Madawaska geschickt.

### Verkehr
Durch den Norden von Madawaskas führt in westöstlicher Richtung der U.S. Highway 1. Er verläuft parallel zum Saint Johns River und verbindet Madawaskas mit Fort Kent im Westen und Houlton im Süden.

### Öffentliche Einrichtungen
Mit der Madawaskas Public Library in der Maine Street besitzt Madawaskas eine eigne Bibliothek. Sie entstand aus einem katholischen Lesekreis im Jahr 1939, der von Reverend Lionel J. Thibodeau ins Leben gerufen worden war. Bereits ein Jahr später entwickelte sich daraus die Bibliothek.
Mit dem High view Manor befindet sich ein Krankenhaus in der Town. Weitere medizinische Einrichtungen stehen den Bewohnern von Madawaska in Fort Kent zur Verfügung.

### Bildung
Madawaska gehört mit Frenchville und Saint Agatha zum Maine School Administrative District #33. Den Schulkindern im Schulbezirk stehen folgende Schulen zur Verfügung:
- Dr. Levesque Elementary School (PK-6) in Frenchville
- Wisdom Middle High School (7-12) in Saint Agatha
- St John Valley Technology Center in Frenchville

## Persönlichkeiten

### Söhne und Töchter der Stadt
- Meagan Toussaint (* 1987), Biathletin